# Шестаково (Красноярский край)
Шестако́во — деревня в Сухобузимском районе Красноярского края России. Входит Шилинский сельсовет.

## История
Основано в 1722—1730 гг. крестьянами Шестаковыми. Основным занятием жителей было сельское хозяйство: сеяли зерно, держали скот.
В 1930 г. 82 семьи (380 человек) объединились в коллективное хозяйство — колхоз «1-я пятилетка». Посевная площадь — 677 га.
В 1950-е годы колхоз добивался лучших показателей среди хозяйств района. Сеяли рожь, пшеницу, ячмень, держали коров и овец. Разводили пчёл. В лесу среди цветущего разнотравья располагались три крупных пасеки. Колхозники жили в добротных рубленых домах.
В селе был сельский Совет, куда входили населенные пункты: Ново-Троицкое, Князевка, Пермь. Позже к нему относились Ново-Георгиевка (Веселуха) и Дуброва. В 1929 году в деревнях сельсовета было раскулачено три крепких хозяйства, в 1932 году ещё одно. Трудолюбивые многодетные семьи были высланы в необжитые места.
В Шестаково работала начальная школа. Излюбленным местом сельчан была изба-читальня. Раз в неделю сюда привозили кино, по выходным собиралась на танцы молодежь.
В 1962 г. колхозы реорганизовывали в совхозы, и колхоз «1-я пятилетка» вливается в совхоз «Шилинский». В Шиле начали строить агрогородок. Шестаково попало в разряд неперспективных деревень и стало приходить в упадок. Многие сельчане уехали в поисках лучшей доли. Вскоре здесь не осталось никакого производства. Закрылась школа. Население неуклонно сокращалось. В 1992 году здесь проживало всего 30 человек.
После укрупнения колхозов и реорганизации их в совхозы Шестаково входит в Шилинский сельсовет.

## Население
| 2002 | 2010 |
| ---- | ---- |
| 17   | ↗27  |

По переписи 2002 года, всё население деревни — 17 человек (8 мужчин и 9 женщин).
В настоящее время в Шестаково дачников из краевого центра больше, чем жителей самой деревни.

## Экономика
В километре юго-восточнее деревни находится знаменитое Шестаковское месторождение огнеупорных и тугоплавких глин. По состоянию на 1 января 2002 года суммарные запасы сырья составили 2,5 миллиона кубометров